# Cantharis
Genre
Cantharis est un genre d’insectes coléoptères de la famille des Cantharidae.

## Espèces présentes en Europe

### Sous-genreCantharis
- Cantharis allosensis Pic, 1924
- Cantharis annularis Menetriez, 1836
- Cantharis antennalis (Marseul, 1864)
- Cantharis ariasi (Mulsant, 1862)
- Cantharis assimilis Paykull, 1798
- Cantharis atrata (Marseul, 1864)
- Cantharis basithorax Pic, 1902
- Cantharis beckeri (Pic, 1902)
- Cantharis brevicornis (Kiesenwetter, 1852)
- Cantharis brullei (Marseul, 1864)
- Cantharis cedricola Wittmer, 1971
- Cantharis cornix (Abeille de Perrin, 1869)
- Cantharis coronata Gyllenhal, 1808
- Cantharis corvina Moscardini, 1962
- Cantharis cretica Wittmer, 1971
- Cantharis cryptica Ashe, 1947
- Cantharis cypria (Marseul, 1864)
- Cantharis darwiniana Sharp, 1867
- Cantharis decipiens Baudi, 1871
- Cantharis decolorans Brullé, 1832
- Cantharis delagrangei Delkeskamp, 1939
- Cantharis dissipata Gemminger, 1870
- Cantharis edentula Baudi, 1871
- Cantharis ephippigera (Brullé, 1832)
- Cantharis europea Pic 1921
- Cantharis falzonii Fiori 1914
- Cantharis figurata Mannerheim, 1843
- Cantharis flavilabris Fallén, 1807
- Cantharis franciana Kiesenwetter, 1866
- Cantharis fusca Linnaeus, 1758
- Cantharis fuscipennis (Mulsant, 1862)
- Cantharis hellenica Heyden, 1883
- Cantharis ictaria Fiori, 1914
- Cantharis inculta Gene, 1839
- Cantharis instabilis Kiesenwetter, 1866
- Cantharis italica Fiori, 1914
- Cantharis kervillei Pic, 1932
- Cantharis liburnica Depoli, 1912
- Cantharis livida Linnaeus, 1758
- Cantharis merula Moscardini, 1862
- Cantharis monacha Moscardini, 1862
- Cantharis montana Stierlin, 1889
- Cantharis morio Fabricius, 1792
- Cantharis nevadensis Pic, 1908
- Cantharis nigra (De Geer, 1774)
- Cantharis nigricans Müller, 1766
- Cantharis nigricornis (Laporte de Castelnau, 1840)
- Cantharis obscura Linnaeus, 1758
- Cantharis ochreata (Reiche, 1878)
- Cantharis paganettii (Flach, 1907)
- Cantharis palliata Gyllenhal, 1808
- Cantharis pallida Goeze, 1777
- Cantharis paludosa Fallén, 1807
- Cantharis paradoxa Hicker, 1960
- Cantharis paulinoi Kiesenwetter, 1870
- Cantharis pellucida Fabricius, 1792
- Cantharis peninsularis Fiori, 1914
- Cantharis praecox Gene, 1836
- Cantharis prusiensis (Marseul, 1864)
- Cantharis pulicaria Fabricius, 1781
- Cantharis pyrenaea Pic, 1906
- Cantharis quadripunctata (Müller, 1776)
- Cantharis reichei Mulsant, 1862
- Cantharis rufa Linnaeus, 1758
- Cantharis rustica Fallén, 1807
- Cantharis schrammi Pic, 1907
- Cantharis seidlitzi Kiesenwetter, 1865
- Cantharis sicula Pic, 1906
- Cantharis smyrnensis (Marseul, 1864)
- Cantharis terminata Faldermann, 1835
- Cantharis torretasoi Wittmer, 1935
- Cantharis tristis Fabricius, 1797
- Cantharis versicolor (Baudi, 1871)
- Cantharis xanthoporpa Kiesenwetter, 1860

### Sous-genreCyrtomoptila
- Cantharis gemina Dahlgren, 1974
- Cantharis lateralis Linnaeus, 1758
- Cantharis pagana Rosenhauer, 1847